# Qiyuan E07
Qiyuan E07 — полноразмерный электромобиль-кроссовер, выпускающийся подразделением Qiyuan компании Changan c 2024 года.

## Описание
В сентябре 2023 года был представлен концепт-кар Qiyuan CD701, отличающийся от других моделей нетрадиционной концепцией, сочетающей кроссовер с пикапом. Серийная модель под названием E07 дебютировала в начале 2024 года. Впереди установлена узкая световая полоса, соединяющая прямоугольные фары с характерными «каплями». Капот автомобиля очерчен «мускулисто», а колёсные арки «обильные».
Пологая линия крыши плавно соединялась с нетипично спроектированной задней частью, которая соединяла элементы большого транспортного отсека, типичного для пикапов, со стеклянными и раздвижными панелями, покрывающими верхнюю и заднюю части. Нижняя часть багажника откидывается вниз, опять же заимствуя это у традиционных пикапов.
Qiyuan E07 получил минималистичный 5-местный интерьер с высоким центральным туннелем, двухспицевым рулевым колесом и центральным сенсорным экраном мультимедийной системы, позволяющей управлять большинством функций автомобиля.

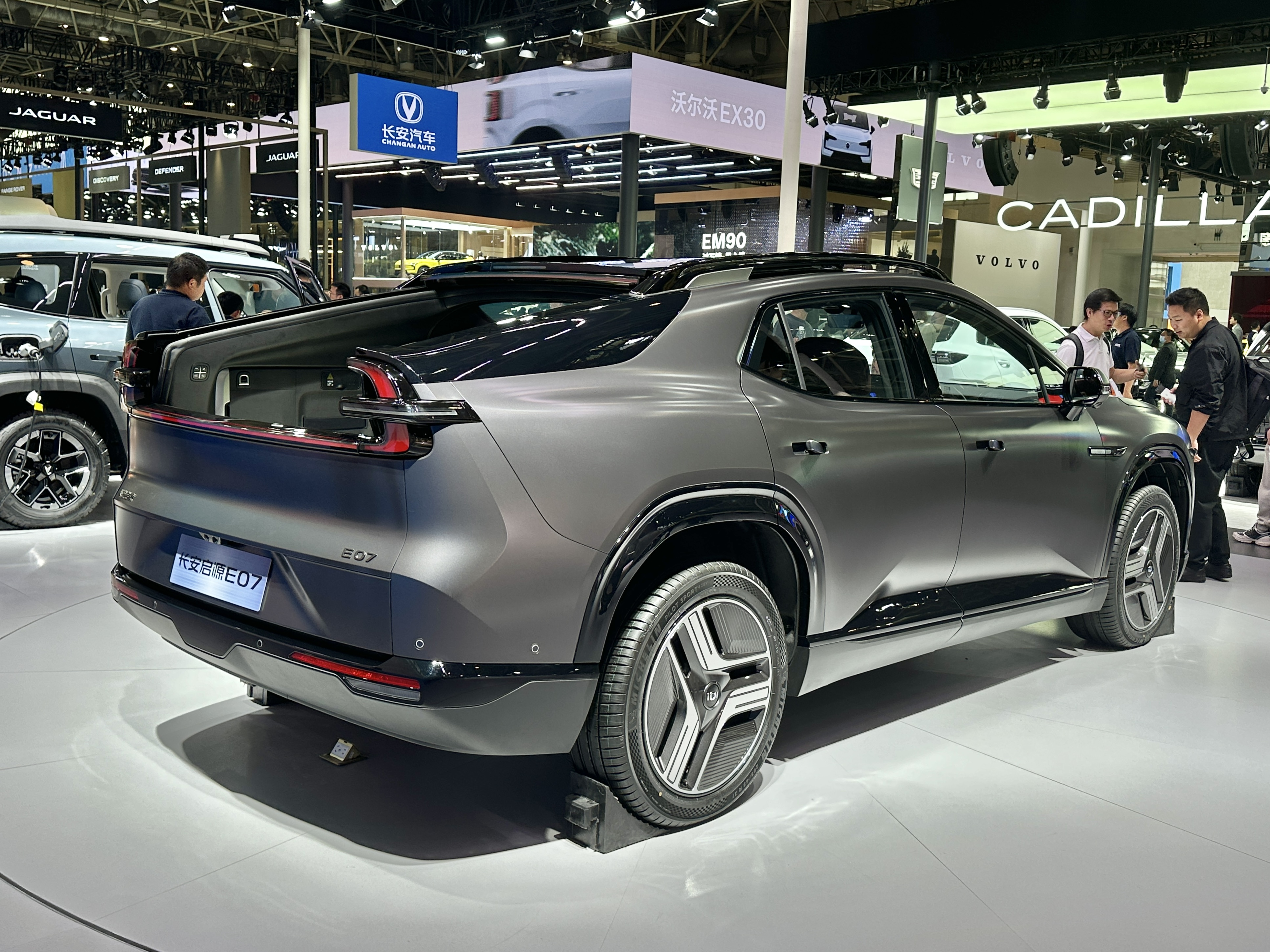
Вид сзади

## Продажи
Продажи Qiyuan E07 начались в первой половине 2024 года на внутреннем рынке Китая. Планы по экспорту не указаны.

## Технические характеристики
Qiyuan E07 оснащён одним электродвигателем мощностью 338 л. с. или же двумя электродвигателями мощностью 590 л. с. в общей сложности.